# Nino de Géorgie
Nino de Géorgie ou sainte Nino (en géorgien : წმინდა ნინო, ts’minda nino ; en arménien : Սուրբ Նունե, Surb Nune ; en grec : Αγία Νίνα, Agía Nína ; parfois sainte Nune ou sainte Ninny) « égale aux apôtres et illuminatrice de la Géorgie » (vers 296 - vers 338 ou 340) était une femme qui prêchait le christianisme au royaume d'Ibérie (Géorgie). Il en résulta la christianisation de la maison royale d’Ibérie et des Ibères.
Selon les récits les plus traditionnels les plus répandus, elle aurait appartenu à une famille romaine de langue grecque de Kolastra, en Cappadoce ; elle était une parente de saint Georges et depuis Constantinople serait venue en Géorgie orientale (nommée Ibérie dans l’Antiquité).
Selon d’autres sources elle serait originaire de Rome, de Jérusalem ou de Gaule. Selon la légende, elle aurait opéré des guérisons miraculeuses et converti la reine géorgienne Nana, puis finalement le roi païen Mirian III d'Ibérie. Celui-ci, se retrouvant perdu dans les ténèbres et aveuglé au cours d’une partie de chasse, ne put trouver son chemin qu’après avoir prié le « Dieu de Nino ». Il déclara le christianisme religion officielle (vers 327) et Nino poursuivit jusqu’à sa mort ses activités missionnaires auprès des Géorgiens.
On visite toujours sa tombe au monastère de Bodbe (en) à Kakheti, dans l’Est de la Géorgie. Sainte Nino est devenue l’une des saintes les plus vénérées de l’Église orthodoxe géorgienne et son attribut, une Croix de la Grappe, est un symbole du christianisme géorgien.
Sainte Nino est fêtée le 14 janvier aussi bien dans le martyrologe romain, que dans le calendrier ecclésiastique orthodoxe, elle n'est donc pas seulement reconnue comme sainte par l'Église de Géorgie mais aussi par l'Église catholique. Elle est aussi fêtée le 15 décembre localement.

## Biographie
De nombreuses sources s’accordent pour la faire naître dans la petite ville de Colastri ou Kolastra, dans la province romaine de Cappadoce, même si quelques-unes, moins nombreuses, n’acceptent pas cette affirmation. Sur sa famille et son origine, l’Église catholique de Rome et l’Église orthodoxe orientale ont des traditions différentes.
Selon la tradition de l’Église orthodoxe orientale, elle était la fille unique d’une famille célèbre. Son père était le général romain Zabulon et sa mère Sosana (Susan). Du côté de son père, elle était parente avec saint Georges, et du côté de sa mère, avec le patriarche de Jérusalem, Houbnal Ier.
Pendant son enfance, elle fut élevée par la nonne Niofora-Sarah de Bethléem, et son oncle, patriarche de Jérusalem, supervisait son éducation. Avec l’aide de celui-ci, elle se rendit à Rome où elle décida de prêcher l’évangile chrétien en Ibérie, lieu qu’elle connaissait comme abritant la tunique du Christ. Selon la légende, elle eut une vision où la Vierge Marie lui donna une Croix de la Grappe en lui disant :
« Va en Ibérie, annonces-y la bonne nouvelle de l’Évangile de Jésus-Christ, et tu trouveras grâce devant le Seigneur ; et je serai pour toi un bouclier contre tous les ennemis visibles et invisibles. Par la puissance de cette croix, tu érigeras dans ce pays la bannière salvatrice de la foi en mon Fils et Seigneur bien-aimé ».
Sainte Nino entra dans le royaume caucasien d’Ibérie, venant du royaume d’Arménie, après y avoir échappé à la persécution du roi Tiridate III d'Arménie. Elle avait appartenu à une communauté de 35 vierges, dont la martyre Hripsimé et dirigée par sainte Gayane, qui prêchait le christianisme en Arménie. Toutes furent, à l’exception de Nino, torturées et décapitées par Tiridate. Ces 35 vierges furent bientôt canonisées par l’Église apostolique arménienne, ainsi que Nino (sous le nom de sainte Nune).
Au contraire la tradition catholique romaine, telle que Rufin d'Aquilée la rapporte, dit que Nino n’est pas venue d’elle-même en Ibérie, mais y a été amenée comme esclave ; elle ajoute que son arbre généalogique est obscur.
Le nom Nino correspondant au latin christiana (= chrétienne), on la trouve parfois désignée comme sainte Christiane ou sainte Chrétienne. Les formes Nina et Ninon en sont des hypocoristiques.
Elle est généralement représentée tenant une croix aux bras légèrement incurvés vers le bas, dite croix de la Grappe.

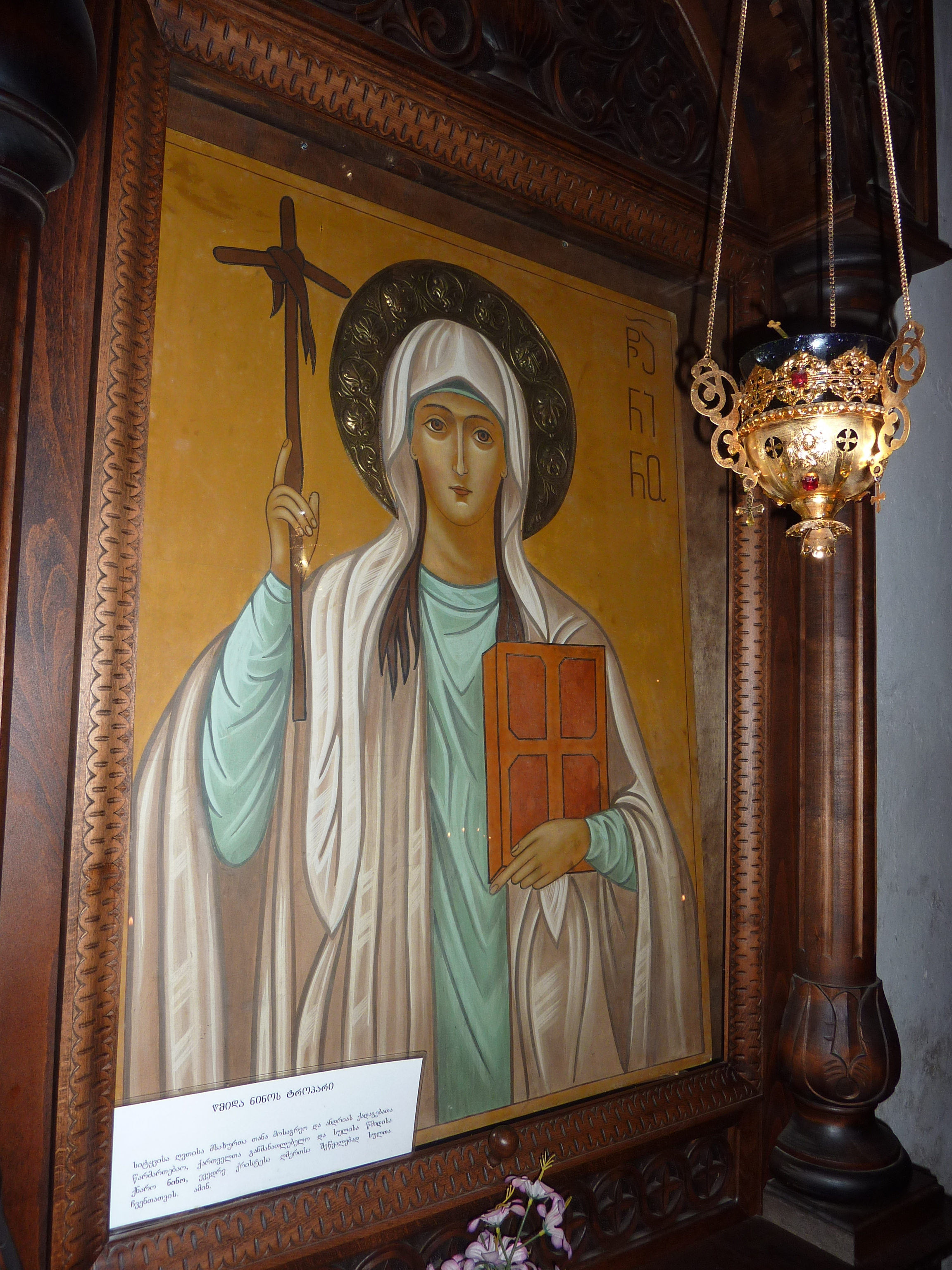
Sainte Nino (église de l'Assomption à Anaouri).
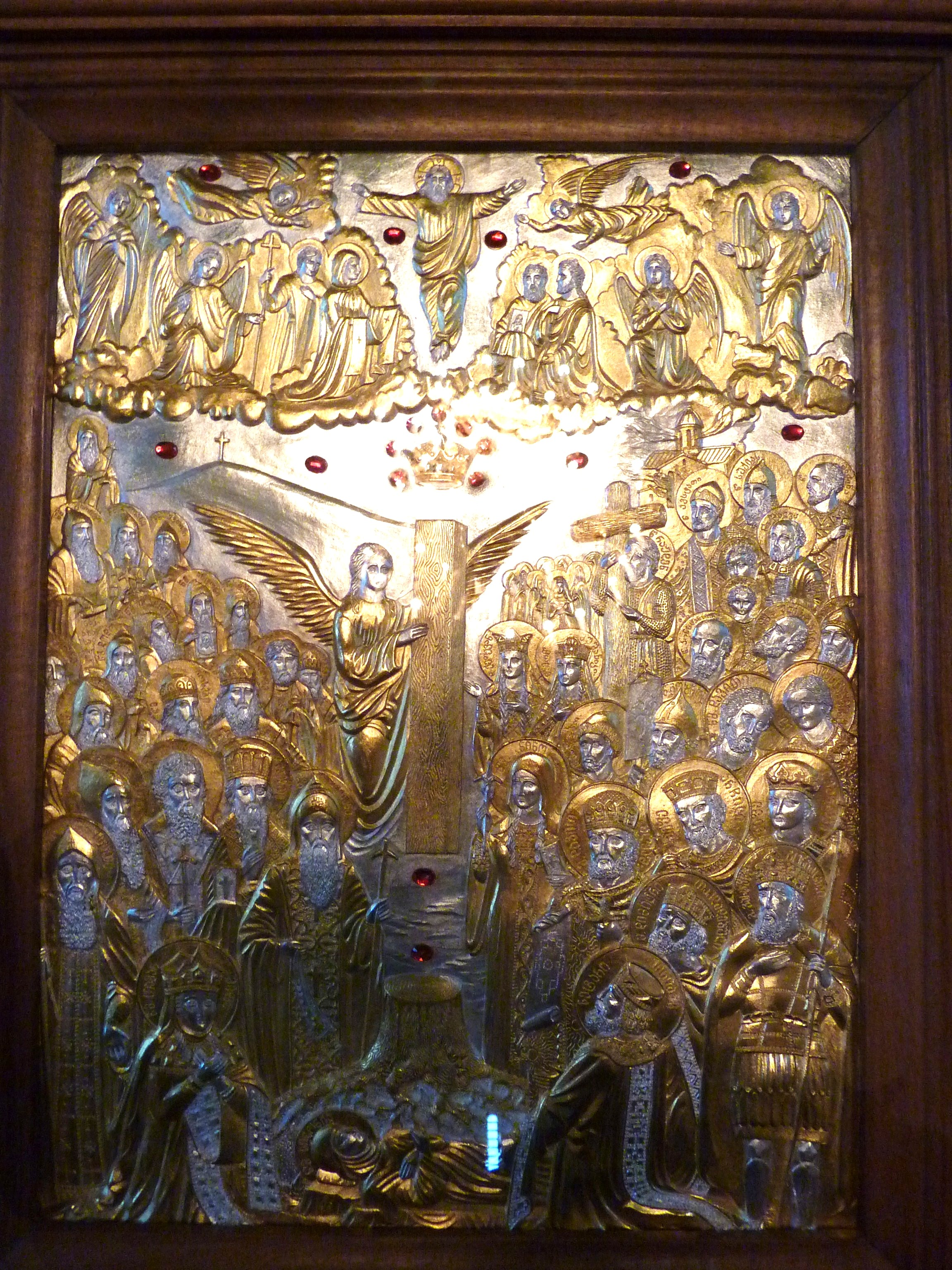
Légende de la colonne vivante à la cathédrale de Mtskheta.